# Göltzschtalbrücke
Göltzschtalbrücke (wym. MAF: [ˈɡœlt͡ʃtaːlˌbʁʏkə], posłuchajⓘ; most nad doliną Göltzsch) – most kolejowy, największy ceglany most na świecie, jego długość wynosi 574 m. Został zbudowany w latach 1846–1851 przy użyciu ponad 26 milionów cegieł. Obecnie stanowi część linii kolejowej Leipzig – Hof.